# Otakar Bittmann

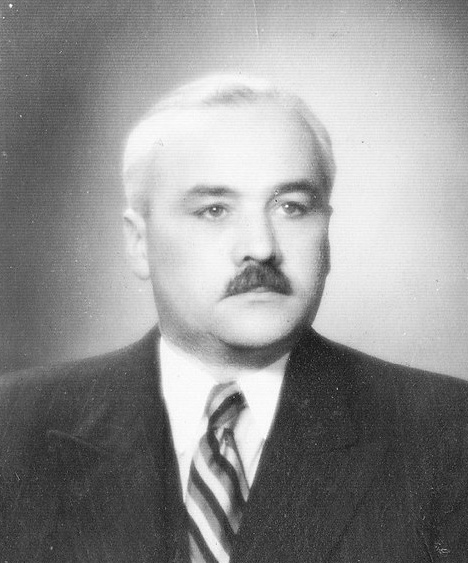
Otakar Bittmann

Otakar Bittmann (teilweise auch Ottokar Bittmann; * 27. Mai 1891 in Kamenice u Prahy; † 13. September 1945 in Olmütz) war ein tschechoslowakischer Gynäkologe und Automobilrennfahrer.

## Werdegang
Bittmann absolvierte das Gymnasium in Benešov. Zum Wintersemester 1910/1911 nahm er an der Karls-Universität in Prag ein Medizinstudium auf, das er im Dezember 1915 abschloss. Während des Ersten Weltkriegs sammelte Bittmann Erfahrungen in Frontkrankenhäusern in Serbien und Russland. Einen Krankenurlaub 1917 verbrachte er an der Frauenklinik in Wien bei Ernst Wertheim.
Am 8. Mai 1918 heiratete Bittmann Viktoria Honsová, mit der er zwei Kinder hatte, darunter Sohn Otakar Bittmann junior (* 1920), der ebenfalls als Arzt tätig war.
Im Jahr 1918 begann Bittmann eine Tätigkeit an der Václav-Rubeška-Klinik in Prag, im folgenden Jahr nahm er eine Lehrtätigkeit an der staatlichen Hebammenschule in Prag auf. Ab 1921 arbeitete er an der Klinik für Gynäkologie und Geburtshilfe der medizinischen Fakultät der Masaryk-Universität in Brünn. 1923 war er dort als privater außerordentlicher Professor tätig. Im Jahr 1924 ging Bittmann als Dozent an Kliniken nach Italien. Ab 1933 war er Primar und Leiter der Abteilung für Gynäkologie und Geburtshilfe der Landesinstitute in Olmütz, im folgenden Jahr wurde er außerordentlicher Professor für Geburtshilfe und Gynäkologie. 1943 gründete Bittmann in Olmütz eine Hebammenschule.
Während des Zweiten Weltkriegs war Bittmann im Widerstand gegen den Nationalsozialismus tätig und unterhielt Kontakte zu den Partisaneneinheiten Jánošík und Jan Žižka. Er rettete zahlreiche Frauen aus der Zwangsarbeit sowie Jüdinnen vor Todestransporten in Konzentrationslager, indem er sie ins Krankenhaus brachte, obwohl sie gesund waren.
Bittmann wurde am 24. Juli 1945 verhaftet und der Kollaboration mit Faschisten beschuldigt, da zu seinen Klienten prominente deutsche Frauen gehört hatten und er zum Personenkreis um den ebenfalls angeklagten Olmützer Anwalt Leopold Pospíšil gehörte. Bittmann wurde ohne Erklärung oder Untersuchung fast einen Monat lang inhaftiert und trotz der Proteste seiner Kollegen suspendiert. Bittmann starb kurz nach seiner Entlassung am 13. September 1945 im Alter von 54 Jahren in Olmütz an Herzversagen. Er wurde auf dem Zentralfriedhof in Olmütz beigesetzt.
Im Jahr 1948 würdigte ihn der damalige Verteidigungsminister Ludvík Svoboda „für seine verdienstvolle Teilnahme und Unterstützung der Partisanenbewegung“.

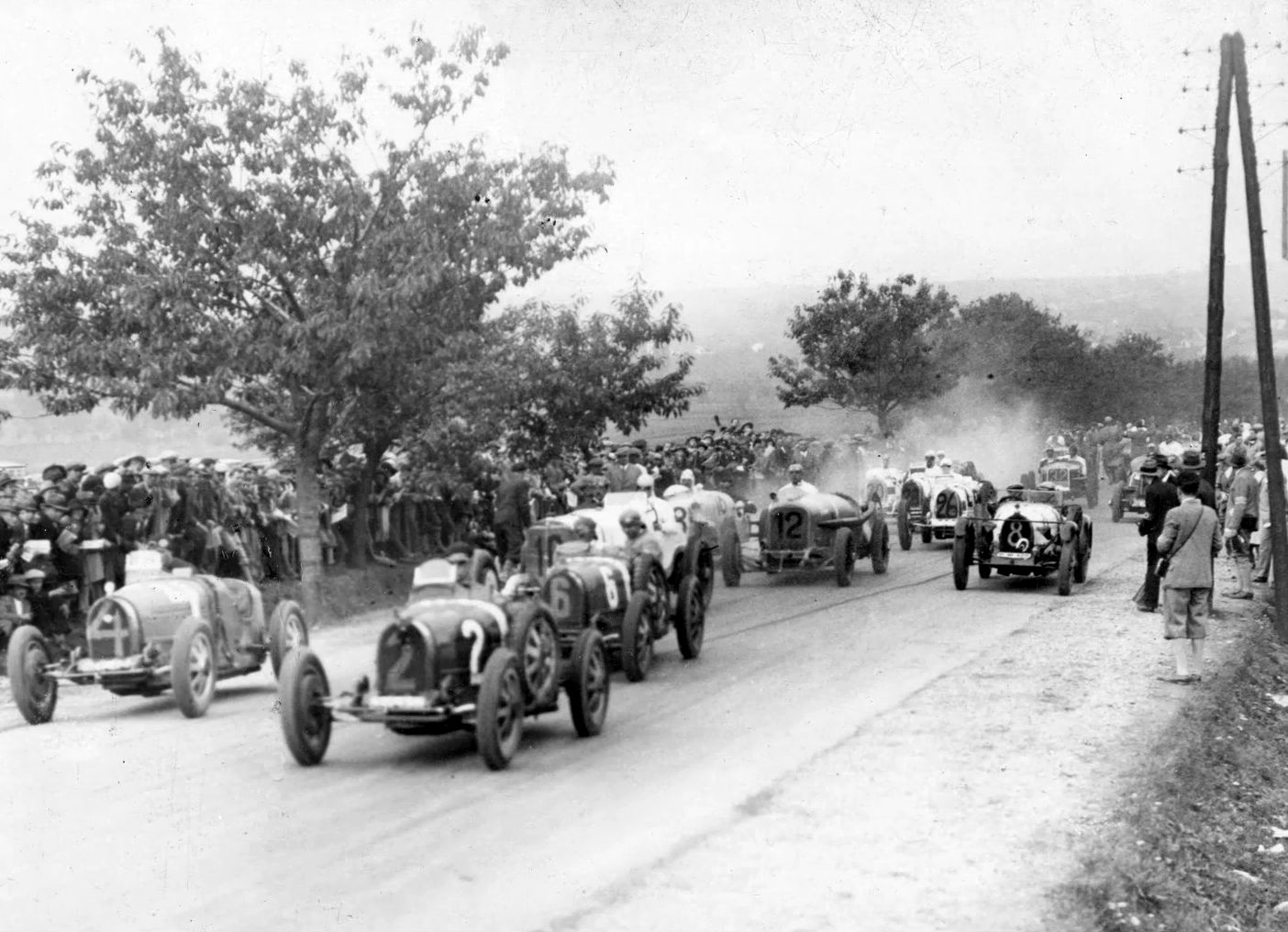
Start zum Großen Preis der Tschechoslowakei 1930: Lobkowitz (Nr. 2) vor Bondy (Nr. 4), Bittmann (Nr. 6) und Caracciola (Nr. 10; teilweise verdeckt)

## Aktivitäten im Rennsport
Bittmann gilt als einer der ersten tschechoslowakischen Rennfahrer überhaupt. Er kaufte 1928 seinen ersten Rennwagen, einen Bugatti Type 37. Mitte Juli 1928 nahm er beim für Sportwagen ausgeschriebenen Großen Preis von Deutschland 1928 auf dem Nürburgring teil, den er nach dem tödlichen Unfall seines Landsmannes Čeněk Junek vorzeitig aufgab. Noch im selben Jahr kaufte er von Juneks Witwe Eliška Junková einen Bugatti Type 35 C.
Im Mai 1929 nahm Bittmann mit einem Bugatti Type 35 B an der Targa Florio auf Sizilien teil. Er beendete das über ca. 540 km führende Rennen in einer Zeit von 8 Stunden, 23 Minuten und 42 Sekunden auf dem fünften Platz, wurde aber nachträglich disqualifiziert, da er im Verlaufe des Rennens seinen Wagen unerlaubterweise an Mario Lepori weitergegeben hatte.
Im folgenden Jahr belegte Bittmann bei der Targa Florio auf dem Bugatti Type 35 C, der Čeněk Junek gehört hatte, den zwölften Platz.
Bittmann gehörte zu den Initiatoren des 1930 eröffneten Masaryk-Rings in Brünn und nahm am 28. September 1930 mit seinem Type 35 C auch an der ersten Rennveranstaltung auf der Strecke teil. Nach seiner siebenten Runde begann sein Wagen nach dem Auftanken zu brennen – ein Funke aus dem Vergaser hatte wahrscheinlich Benzin entzündet, das sich beim Tanken über den hinteren Teil des Wagens verteilt hatte. Bittmann, dem es gelungen war, das brennende Auto rechtzeitig zu verlassen, beendete daraufhin seine Rennfahrerkarriere.
Zum Andenken an Čeněk Junek stiftete Otakar Bittmann den „Bittmann-Preis“ in Höhe von 5000 Kronen für den Fahrer mit der besten Leistung in der siebten Runde des Großen Preises der Tschechoslowakei. Der Preis wurde mehrere Jahre lang verliehen und unter anderem 1932 von Tazio Nuvolari gewonnen.